# شهرستان کلاود (کانزاس)
شهرستان کلاود، کانزاس (به انگلیسی: Cloud County, Kansas) یک سکونتگاه مسکونی در ایالات متحده آمریکا است که در کانزاس واقع شده‌است.